# Isulan
Isulan é um município de  primeira classe de renda municipal (d) na província Sultan Kudarat, nas Filipinas. De acordo com o censo de 1 de maio  de  2020 possui uma população de 97 490 pessoas e 22 547 domicílios.